# Masúd Barzání
Masúd Barzání (* 16. srpna 1946) je irácký kurdský politik, který byl v letech 2005 až 2017 prezidentem Iráckého Kurdistánu a také od roku 1979 vedoucím představitelem Kurdské demokratické strany Iráku (KDP).
Masúd Barzání následoval svého otce, kurdského nacionalistického vůdce Mustafu Barzáního, jako předseda KDP od roku 1979. Spolu se svým bratrem Idrisem Barzáním, až do jeho smrti, spolu s dalšími kurdskými skupinami bojoval v Bagdádu v období Irácko-íránské války. Následkem toho bylo kurdské vedení vyhoštěno do Íránu.